# Mohammad Ali perzsa sah
Mohammad Ali (perzsául محمدعلی; Perzsia, Tabriz, 1872. június 21. – Olaszország, Sanremo, 1925. április 5.) Perzsia sahja (uralkodott 1907. január 8-ától 1909. július 16-áig), az 1796-tól trónon levő Kádzsár-dinasztia utolsó előtti, hatodik uralkodó tagja, Mozaffar od-Din perzsa sah és első felesége, Amirzáne Tádzs ol-Molk Umm ol-Hákán gyermeke, illetve Ahmad sah apja volt.

## Életútja
1892-ben Azerbajdzsán főparancsnoka és tábornok, 1896-tól trónra kerüléséig pedig a tartomány főkormányzója volt. Nem sokkal atyja trónra jutása után, 1896. június 8-án Váli Ahad címmel trónörökössé nyilvánították. Gyenge kezű és tehetségtelen atyja 1906. december 30-án aláírta az alkotmányt, majd 1907. január 8-án meghalt. Fiát január 19-én koronázták meg. Mohammad Ali sah, bár kénytelen volt felesküdni az alkotmányra, mindvégig azon volt, hogy visszaállítsa az abszolutisztikus uralkodói hatalmat, és ebben támogatóra is talált Oroszország személyében. A cárság és Nagy-Britannia 1907. augusztus 31-én ugyanis érdekszférákra osztotta az országot, melynek déli részét a szigetország, északi vidékeinek nagy részét pedig az oroszok ellenőrizték. Az utóbbiak vezette és kiképezte haderő, a perzsa kozákdandár segítségével a sah statáriumot hirdetett, letartóztatott és kivégeztetett több képviselőt, illetve ágyúval lövette a nemzetgyűlés (madzslesz) üléstermét, így a testület 1908. június 23-án feloszlott.
A lépés súlyos népi elégedetlenséget váltott ki, és Tabrizban, Iszfahánban és Rastban lázadás kezdődött. 1909 júliusában az ellenállók bevonultak Teheránba, a sah pedig kénytelen volt fia, a tizenegy éves Ahmad sah javára lemondani, és Oroszországba menekülni. Odesszában telepedett le egy időre, majd Isztambulba ment. 1911-ben megpróbált visszatérni: július 17-én Asztarábádba (Gorgán) érkezett, de hívei vereséget szenvedtek az általános ellenállás hatására, és ő Oroszországba vonult vissza. 1925-ben halt meg száműzetésben, Sanremóban. Földi maradványait a síita iszlám szent helyén, iraki Kerbelában, a Huszejn imám-mecsetben temették el.

## Házasságai, utódai
Két feleségétől hat fia és négy lánya született.
- Rubába Hánum Maleket osz-Szoltáne – nem Kádzsár-leszármazott, 1890-ben házasodtak össze
  - Sáhzáde Hoszajn Ali Mirza (1892–1953) – királyi pecsétőr (1904), mázandaráni (1915–1917) és iszfaháni kormányzó (1917–1919), 1922-ben rövid ideig régens
- Maleket-e Dzsahán Hánum Mahd-e Álije (1877–1947), Sáhzáde Kámrán Mirza herceg tábornagy lánya
  - Sáhzáda Golám Hoszajn Mirza – gyermekként halt meg
  - Szoltán Ahmad (1898–1930), trónörökös, perzsa sah (1909–1925)
  - Sáhzáda Mohammad Haszan Mirza (1899–1943), trónörökös (1930–1943)
  - Sáhzáde Rubába Áisa Hánum (1904. e. – 1953)
  - Szoltán Mahmud Mirza (1905–1988), a Kádzsár-ház feje (1988)
  - Sáhzáda Szoltán Abd ol-Madzsed Mirza (1907–1975)
  - Sáhzáda Mohammad Mehdi Mirza (1908–?)
  - Sáhzáde Kaukab Hadidzsa Hánum (? – 1959)[1]